# 南方田氏鯊
南方田氏鯊（學名：Deania quadrispinosum）是一種所知甚少的深海鯊魚，分佈在納米比亞至莫桑比克的大西洋及印度洋，並南澳洲的南太平洋。
南方田氏鯊有極長及起角的吻，沒有臀鰭，兩條背鰭大小相近，第一背鰭在較前的位置，而第二背鰭的鰭端較長，皮膚上有像草耙狀的小齒。牠們的身體呈深褐色及可長達1.14米。
南方田氏鯊是卵胎生的。
南方田氏鯊生活在水深150-732米處，以硬骨魚為食物。